# Melaniparus cinerascens
El carbonero cinéreo (Melaniparus cinerascens) es una especie de ave paseriforme de la familia Paridae propia de África austral.

## Taxonomía
Se clasificaba en el género Parus, pero fue trasladado al género Melaniparus, como otras especies, cuando un análisis genético publicado en 2013 demostró que todas ellas formaban un nuevo clado.

## Distribución y hábitat
Se encuentra en África austral, distribuido por Angola, Botsuana, Namibia, Sudáfrica y Zimbabue. Su hábitat natural son las sabanas secas.